# Miss India

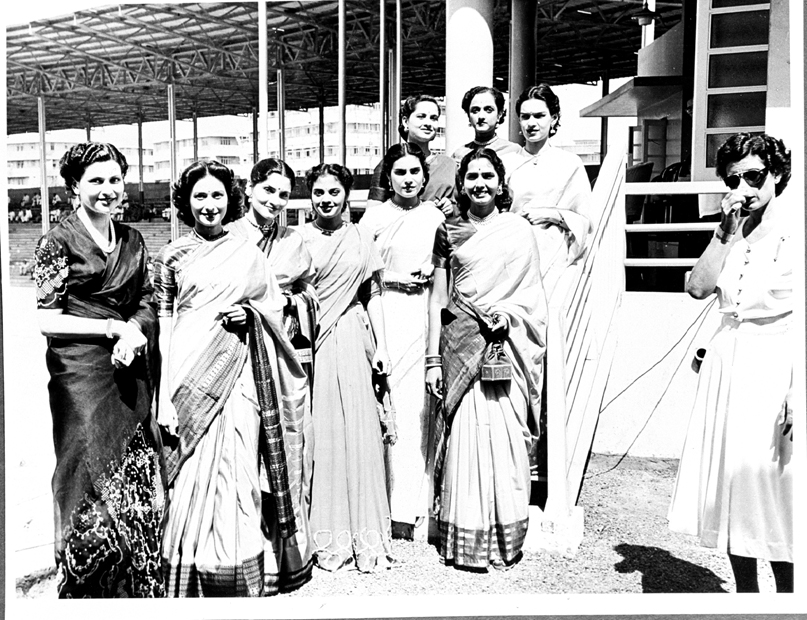
Deelnemers aan de Miss India-verkiezing in 1952

De Miss India-verkiezing is de nationale missverkiezing van India.
Sinds 1964 werd de verkiezing georganiseerd door Femina Magazine en werd sindsdien de Femina Miss India-verkiezing genoemd.
Voor 1964 werd de Miss India gekozen door 'Eve's weekly' in 1959, 1960, 1961 en 1962.
In 1947 en 1952 werden de winnaressen gekozen door de Indiase pers.

## Geschiedenis
India neemt sinds 1952 deel aan de Miss Universe verkiezing en sinds 1959 aan de Miss World verkiezing.
Nadat de Femina Miss India verkiezing werd opgezet werd de winnares naar de Miss Universe verkiezing afgevaardigd en de 2e plaats naar de Miss World verkiezing.
Vanaf 1995 vonden er veranderingen plaats in de verkiezing van Femina Miss India.
In plaats van het kiezen van 1 winnares (de Femina Miss India) werden er sindsdien 3 winnaressen gekozen die ieder aan een internationale verkiezing deelnemen.
Ze vergkregen de titels van Miss India-Universe, Miss India-World en Miss India-Asia Pasific.
Sinds 2002 wordt er in plaats van een Miss India-Asia Pasific, een Miss India-Earth gekozen die later deelneemt aan Miss Earth.
1994 was een succesvol jaar voor India,in dat jaar werden zowel de Miss Universe als de Miss World verkiezing gewonnen door India. Sushmita Sen werd tot Miss Universe gekozen en Aishwarya Rai tot Miss World.
Naar aanleiding van de dubbele overwinning van India werden er Instituten opgezet voor het trainen en voorbereiden van Indiase Missen en kandidaten voor de Femina Miss India verkiezing.
Het aantal kandidaten nam tevens aanzienlijk toe.
Het jaar 2000 was wederom een succesvol jaar, alle Femina Miss India winnaressen wonnen hun internationale verkiezing. Lara Dutta werd in Cyprus gekroond tot Miss Universe, Priyanka Chopra won Miss World en Diya Mirza won de Miss Asia Pacific International-verkiezing.

## Miss India Winnaressen
2005 - 2004 - 2003 - 2002 - 2001 - 2000 - 1999 - 1998 - 1997 - 1996 - 1995 - 1994 - 1993 - 1992 - 1991 - 1990/89 - 1988 - 1987 - 1986 - 1985 - 1984 - 1983 - 1982 - 1981 - 1980 - 1979 - 1978 - 1977 - 1976 - 1975 - 1974 - 1973 - 1972 - 1971 - 1970 - 1969 - 1968 - 1967 - 1966 - 1965 - 1964 - 1962 - 1961 - 1960 - 1959 - 1953 - 1952 - 1947

### 2005
- Miss India Universe - Amrita Thapar
- Miss India World - Sindhura Gadde
- Miss India Earth - Niharika Singh
- Miss India International - VAISHALI V. DESAI

### 2004
- Miss India Universe - Tanushree Dutta
- Miss India World - Sayali Bhagat
- Miss India Earth - Jyoti Brahmin

### 2003
- Miss India Universe - Nikita Anand
- Miss India World - Ami Vashi
- Miss India Earth - Swetha Vijay
- Miss India Asia-Pacific - Shonal Rawat

### 2002
- Miss India Universe - Neha Dhupia
- Miss India World - Shruti Sharma
- Miss India Earth - Reshmi Ghosh
- Miss India Asia-Pacific - Tina Chatwal

### 2001
- Miss India Universe - Celina Jaitley
- Miss India World - Sara Corner
- Miss India Asia-Pacific - Maheshwari Thyagrajan
- Miss India semi-finalist - Shamita Singha

### 2000
- Miss India Universe- Lara Dutta, Miss Universe, 2000
- Miss India World - Priyanka Chopra, Miss World, 2000
- Miss India Asia-Pacific - Diya Mirza,  Miss Asia-Pacific, 2000

### 1999
- Miss India Universe - Gul Panag
- Miss India World - Yukta Mookhey Miss World 1999
- Miss India Asia Pacific - Shivangi Parikh

### 1998
- Miss India Universe - Lymaraina D'souza
- Miss India World - Annie Thomas
- Miss India Asia Pacific - Vitika Aggarwal

### 1997
- Miss India Universe - Nafisa Joseph
- Miss India World - Diana Hayden Miss World, 1997
- Miss India Asia-Pacific - Divya Chauhan

### 1996
- Miss India Universe- Sandhya Chib
- Miss India World - Rani Jeyraj
- Miss India Asia-Pacific - Mini Menon

### 1995
- Miss India Universe - Manpreet Brar
- Miss India World - Preeti Mankotia
- Miss India Asia-Pacific - Ruchi Malhotra

### 1994
- Miss India - Sushmita Sen Miss Universe, 1994
- Miss India first runner-up - Aishwarya Rai Miss World, 1994
- Miss India second runner-up - Francesca Hart

### 1993
- Miss India - Namrata Shirodkar
- Miss India first runner-up - Karminder Kaur
- Miss India second runner-up - Pooja Batra

### 1992
- Miss India - Madhu Sapre
- Miss India first runner-up - Shyla Lopez

### 1991
- Miss India - Christabelle Howie
- Miss India first runner-up - Ritu Sing
- Miss India second runner-up - Preeti Mankotia

### 1989-1990
- Miss India - Suzanne Sablok
- Miss India first runner-up - Naveeda Mehdi

### 1988
- Miss Femina India - Dolly Minhas
- Miss Femina India first runner-up - Anuradha Kottoor
- Miss India Eves Weekly and Miss Max Factor 1989 - Shabnam Patel

### 1987
- Miss India - Priyadarshini Pradhan
- Miss India first runner-up - Manisha Kohli

### 1986
- Miss India - Mehr Jessia
- Miss India first runner-up - Maureen Lestourgen

### 1985
- Miss India - Sonu Walia
- Miss India first runner-up - Sharon Clarke

### 1984
- Miss India - Juhi Chawla
- Miss India first runner-up - Suchita Kumar

### 1983
- Miss India - Rekha Hande
- Miss India first runner-up - Sweety Grewal

### 1982
- Miss India - Pamela Singh
- Miss India first runner-up - Uttara Mhatre

### 1981
- Miss India - Ruchita Kumar, now known by the name  Nandini Thackersey
- Miss India first runner-up - Deepti Divakar

### 1980
- Miss India - Sangeeta Bijlani
- Miss India first runner-up - Elizabeth Anita Reddi
- also Meenakshi Seshadri

### 1979
- Miss India - Swaroop Sampat
- Miss India first runner-up - Raina Winifred Mendonca

### 1978
- Miss India - Alamjeet Chauhan
- Miss India first runner-up - Kalpana Iyer

### 1977
- Miss India - Nalini Vishwanathan
- Miss India first runner-up - Veena Prakash, (zag af van deelname aan Miss World vanwege de Indiase regering apartheid)

### 1976
- Miss India winner - Nafisa Ali
- Miss India first runner-up - Naina Balsaver, (zag af van deelname aan Miss World, apartheid)

deed mee aan de Miss Universe 1976 in Hong kong

### 1975
- Miss India - Meenakshi Kurpad
- Miss India first runner-up - Anjana Sood

Indira Maria Bredemeyer - 2e Plaats Miss Internationaal 1975

### 1974
- Miss India - Shailini Dholakia

### 1973
- Miss India - Farzana Habib
- Miss India first runner-up - geen

### 1972
- Miss India - Roopa Satyan
- Miss India first runner-up - Malathi Basappa

### 1971
- Miss India - Raj Gill
- Miss India first runner-up - Prema Narayan

### 1970
- Miss India - Veena Sajnani
- Miss India first runner-up -Heather Faville
- Miss India Second Runner-up - Zeenat Aman, Miss Asia Pacific in 1970.

### 1969
- Miss India - Kavita Bhambani
- Miss India first runner-up - Adina Shellim

### 1968
- Miss India - Anjum Mumtaz Barg
- Miss India first runner-up - Jane Coelho

### 1967
- Miss India - Nayyara Mirza
- Miss India first runner-up - none

### 1966
- Miss India - Yasmin Daji
- Miss India first runner-up - Reita Faria, Miss World, 1966

### 1965
Persis Khambatta

### 1964
Meher Mistry

### 1962
Ferial Karim

### 1961
Veronica Torcato

### 1960
Iona Pinto

### 1959
Fleur Ezekiel, eerste Miss India die deel neemt aan Miss World

### 1953
Peace Kanwal

### 1952
- Indrani Rehman, eerste Miss India in Miss Universe
- Nutan

### 1947
Esther Victoria Abraham (Pramila)